# مولكا

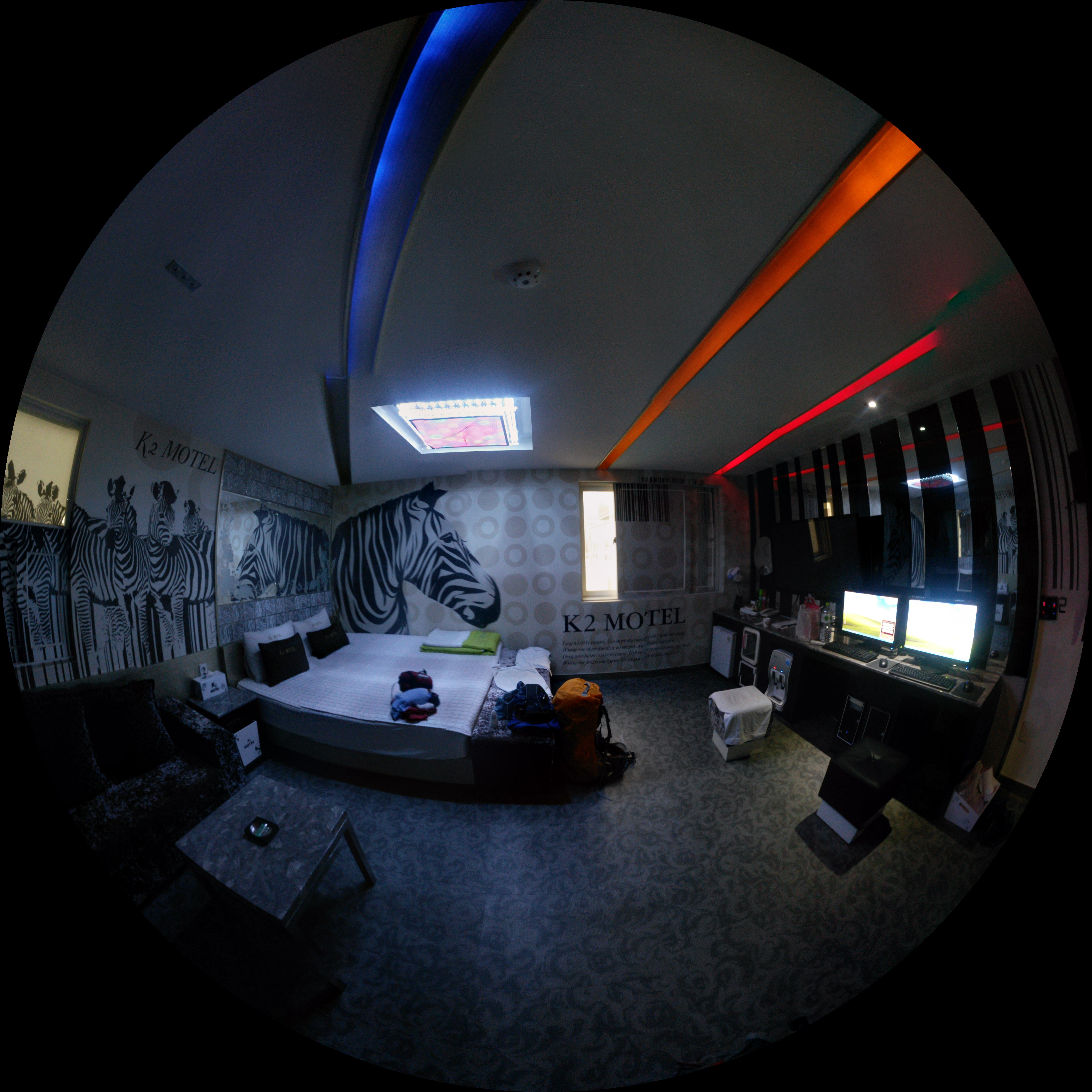
منظر لغرفة فندق في كوريا الجنوبية، وهو موقع محتمل لتركيب كاميرات التجسس من أجل الحصول على لقطات واضحة.

المولكا هو شكل من أشكال التحرش في كوريا الجنوبية. يقوم من خلالها شخص ما برصد كاميرات خفية سرية مصغرة للغاية بغية التجسس على الناس خصوصا النساء في أوضاع حميمة أو خاصة لنشرها لاحقا على مواقع إنترنت إباحية.
تشمل أماكن التجسس المراحيض العامة غرف خلع الملابس للقياس ، محطات مترو الأنفاق غرف الفنادق وداخل فتحات التهوية وغيرها. مما خلق نوعا من الرهاب وعدم الثقة بين النساء الكوريات.
في عام 2018، تعاملت الشرطة الكورية مع ما متوسطه 18 شكوى في اليوم في كل مرة يتم اكتشاف كاميرات التجسس. في 9 يونيو وبعد تعبئة قوية للغاية خلال مظاهرة جمعت 22000 امرأة، أصدرت الحكومة الكورية ما يعادل 5 ملايين يورو لمحاربة هذه الظاهرة، وبدأت في التحقق من حوالي 50000 مرحاضا عاما.
في عام 2019 تسببت فضيحة ملهى بورنينغ سان التي أصابت مجال الترفيه وعالم البوب الكوري بطرح العديد من التساؤلات حول جرائم التصوير الجنسية السرية المسماة «بالمولكا» وأثارها. كما أثارت نقاشا محتدما بين الأحزاب السياسية حول كيفية التعامل معها.